# Northwest Angle

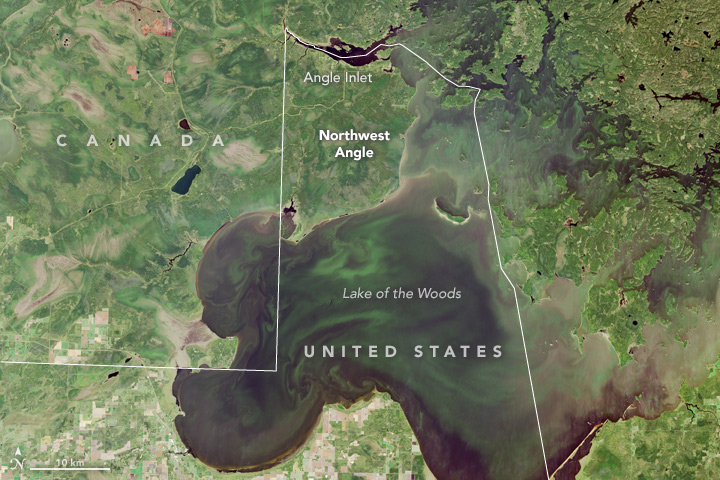
Satelitní snímek území s vyznačením státní hranice

Northwest Angle neboli Severozápadní roh, běžně zvaný jen The Angle, je hraniční anomálie a praktická exkláva USA (státu Minnesota) na poloostrově na západě Lesního jezera. Je to jediné místo, kde území Sousedících států USA sahá severně od 49. rovnoběžky (pokud se nepočítají místní nepřesnosti vytyčení). Území sousedí s kanadskými provinciemi Manitoba a Ontario a se zbytkem USA souvisí jen přes hladinu Lesního jezera. Většina ho náleží indiánské (odžibvejské) rezervaci Red Lake.

## Historie
Prapůvod vzniku Northwest Angle je ve slovní delimitaci hranice mezi nezávislými USA a Britským impériem koncem 18. století, vycházející z nepřesných představ o geografii této oblasti, zejména mapy Johna Mitchella z roku 1755. Pařížská smlouva roku 1783 stanovila, že hranice má vést (míněno z východní strany) „přes Lesní jezero k jeho nejseverozápadnějšímu bodu a odsud přímo na západ k řece Mississippi“. Později se ale ukázalo, že tok Mississippi se západně od Lesního jezera vůbec nenachází (pramení 150 km jižně od jezera a pokračuje na východ), a že navíc vzhledem ke členitosti Lesního jezera není zdaleka jednoduché určit jeho „nejseverozápadnější“ bod.

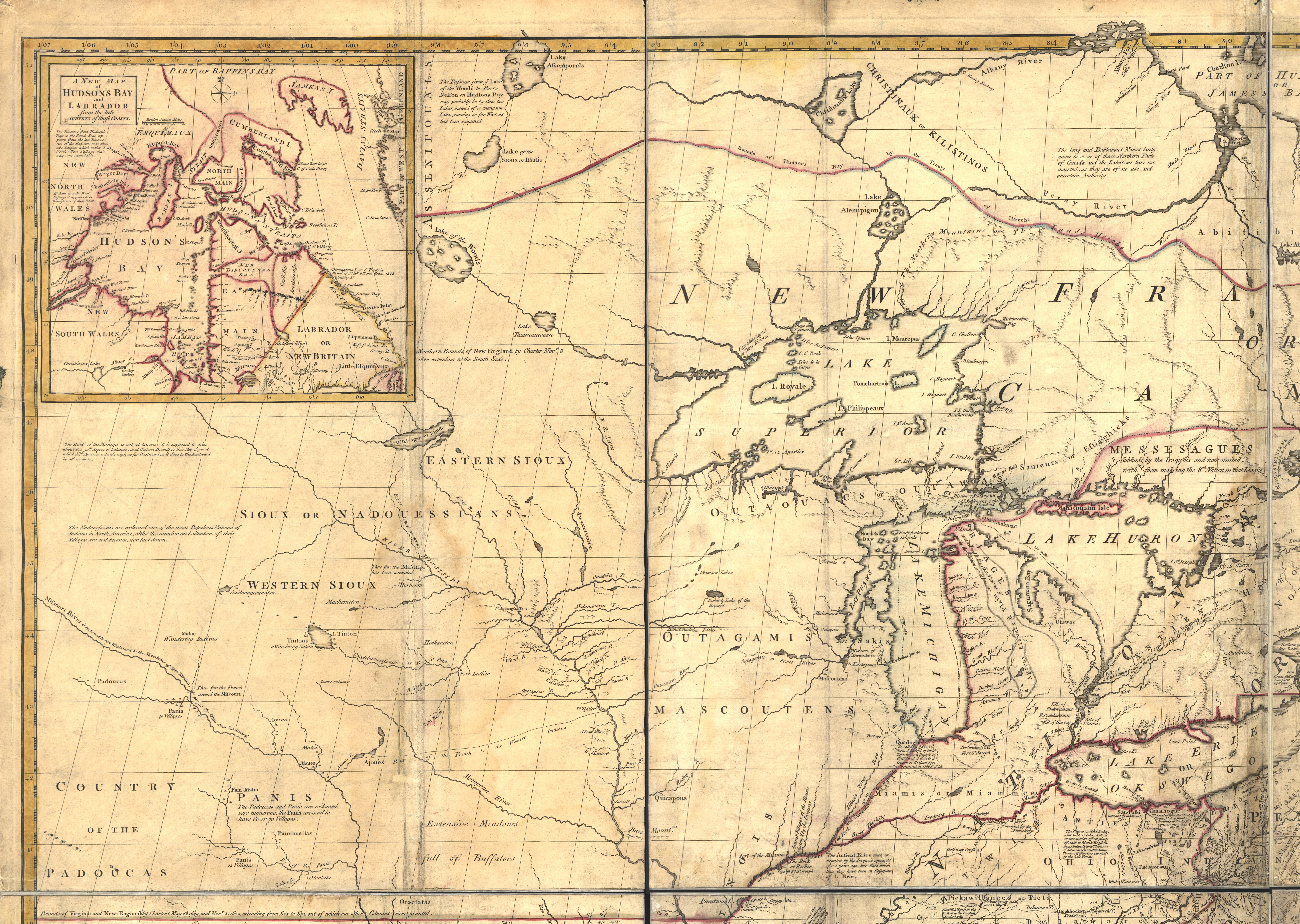
Výřez Mitchellovy mapy s přibližným zákresem Lesního jezera (Lake of the Woods) a horního toku Mississippi, kdy se mylně předpokládalo, že pramení od jezera západně

Roku 1814 byl podepsán Gentský mír, který se znovu pokoušel dát do souladu popis vedení hranice a geografickou realitu, a ustavil komisi k nalezení zmíněného severozápadního bodu Lesního jezera. Britové mimo to navrhovali vést hranici od Hořejšího jezera na západ k jezeru Itasca, kde ve skutečnosti pramení Mississippi – s tím ovšem USA nesouhlasily, neboť by to pro ně znamenalo územní ztrátu. Postup kolonizace západně od Hořejšího a Lesního jezera si každopádně vynucoval definitivní vyřešení průběhu hranice v této oblasti. Anglo-americká smlouva roku 1818 určila, že hranice povede od nejseverozápadnějšího bodu Lesního jezera (kdekoli bude stanoven) v poledníkovém směru (ať už na sever, nebo na jih) ke 49. rovnoběžce severní šířky a následně po ní přímo na západ.
Poté proběhlo několik zeměměřických expedic za účelem nalezení severozápadního bodu na Lesním jezeře, a astronom J. L. Tiarks nakonec po průzkumu roku 1825 tento bod identifikoval na konci zátoky Angle Inlet, na 49°23'24" s.š. a 95°9'11" z.d. – to je nyní nejsevernější bod státu Minnesota a celých Sousedících států USA (tedy bez Aljašky). Přesný průběh hranice pak roku 1842 stvrdila Webster-Ashburtonova smlouva, která řešila více americko-britských hraničních sporů a nejasností. V souladu se zněním konvence z roku 1818 vede hranice od tohoto bodu přímo na jih a od místa dotyku se 49. rovnoběžkou (jenž leží na jezeře) pokračuje přímo na západ (až k pobřeží Pacifiku). Důsledkem byl vznik malého odděleného amerického teritoria na západním břehu Lesního jezera. Severním směrem od bodu pak navazuje hranice mezi kanadskými provinciemi Manitoba a Ontario.